# Ambatomifanongoa
Ambatomifanongoa is een stad in Madagaskar, gelegen in de regio Amoron'i Mania. Volgens een volkstelling uit 2001 telt de stad 10.000 inwoners.

## Geschiedenis
Tot 1 oktober 2009 lag Ambatomifanongoa in de provincie Fianarantsoa. Deze werd echter opgeheven en vervangen door de regio Amoron'i Mania. Tijdens deze wijziging werden alle autonome provincies opgeheven en vervangen door de in totaal 22 regio's van Madagaskar.

## Infrastructuur
In de stad wordt enkel het basisonderwijs aangeboden.

## Economie
Landbouw biedt werkgelegenheid aan 99% van de beroepsbevolking. Het belangrijkste gewas in Ambatomifanongoa zijn rijst en bonen, terwijl een ander belangrijke product maïs betreft. In de dienstensector werkt 0,8% van de bevolking, daarnaast is 0,2% van de bevolking werkzaam in de vissector.